# Blaise Duval de Hautmarest
Pour les articles homonymes, voir Duval et général Duval.
Blaise Duval de Hautmarest, dit Duval, né le 4 septembre 1739 à Abbeville (Somme), mort le 17 janvier 1803 à Neuville-sous-Montreuil (Pas-de-Calais), est un général de la révolution française (dit Général Duval).

## Biographie
Blaise Duval entre en service comme garde du corps du roi le 20 février 1758, et il participe à la guerre de Sept Ans dans le régiment des volontaires de Soubise. Il passe lieutenant le 26 mars 1762, et capitaine le 1er juillet 1766. Il est nommé lieutenant-colonel le 3 mars 1774, et il est fait chevalier de Saint-Louis en 1778.
Le 22 septembre 1786, il est affecté comme lieutenant du roi de la citadelle de Montreuil-sur-Mer, et il est réformé le 1er août 1791. Il devient lieutenant-colonel du 1er bataillon de la Somme en 1791, et il est nommé colonel au 6e régiment de dragons le 23 mars 1792.
Il est promu général de brigade le 7 septembre 1792 à l'armée du Nord et le 26 novembre 1792, il commande à Pont-sur-Sambre dans la division du général Miranda. Il est nommé général de division le 3 février 1793, et le 20 février 1793, il commande la province de Brabant et du Hainaut. Affecté comme commandant à Lille en mars 1793, il dirige les places d’Arras, de Bapaume, de Doullens et de Saint-Pol le 14 mai 1793. Il est réformé le 5 décembre 1797.
Il est remis en activité le 18 octobre 1800, comme chef de la 8e demi-brigade de vétérans. Il meurt à Neuville-sous-Montreuil le 17 janvier 1803 (27 nivôse de l'an XI).
Il a été conseiller général du Pas-de-Calais de 1800 à 1803.

## Hommage

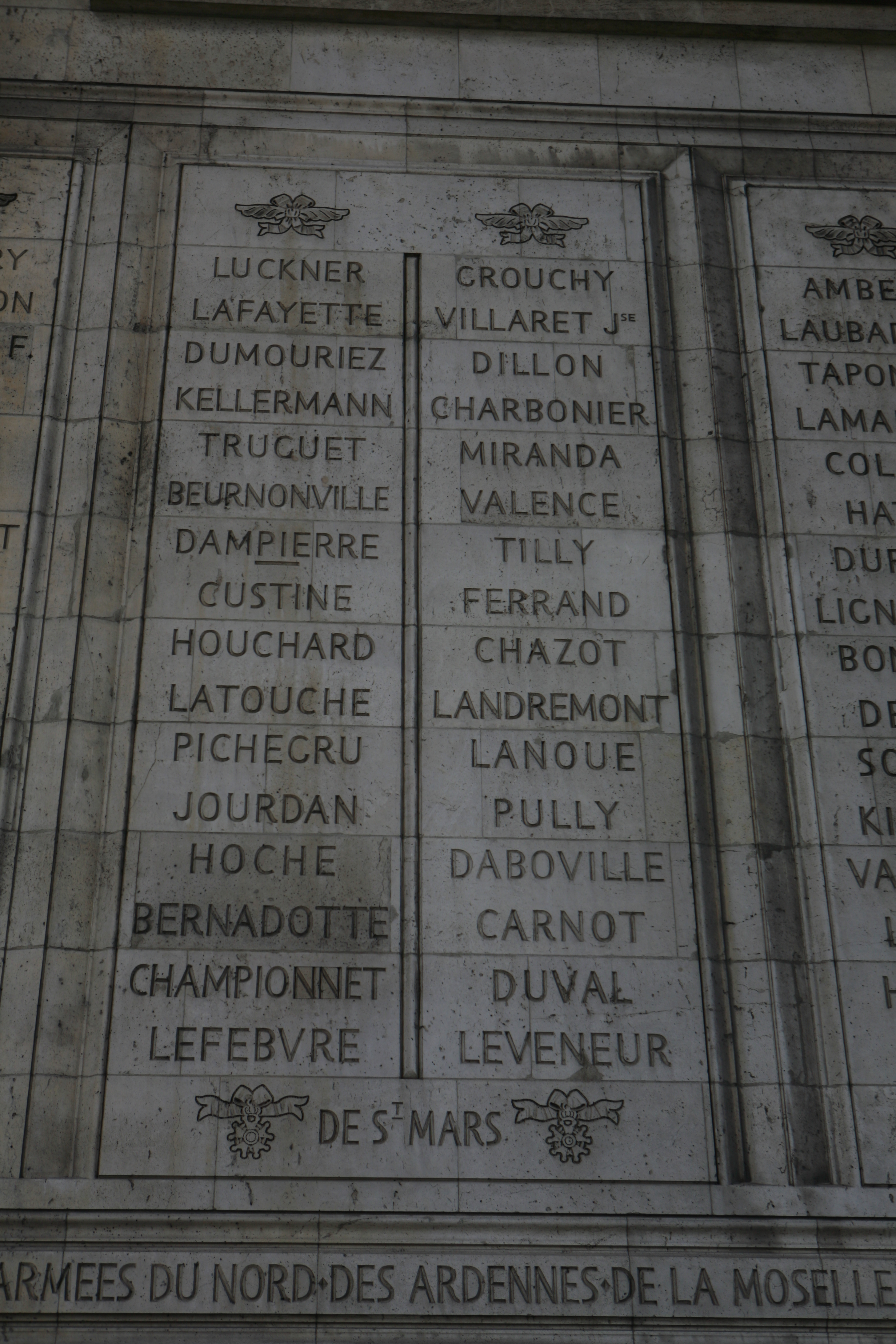

Son nom est inscrit sous l'arc de triomphe de l'Étoile, 4e colonne.